# Леринско земеделско училище
Леринското земеделско училище (на гръцки: Γεωργική Σχολή Φλώρινας) е училище в град Лерин (Флорина), Гърция.

## История
Училището е построено в 1921 година на парцел на улица „Монастири“, дарен от дем Лерин.
По-късно между 1929 и 1932 година при директора Т. Кондопулос е построена нова сграда в махалата Кятип Али, близо до църквата „Свети Николай“ (1917 - 1921), на днешната улица „Йоанис Кондопулос“. Плановете на сградата са на инженер К. Вамвакас и К. Калергис. Училището затваря врати в 1978 година. В 1979 година в сградата е настанен Центърът за усъвършенствано технологично и професионално образование, а в 1983 година - леринският клон на Технологичния образователен институт - Кожани.
Сградата е обявена за паметник на културата.
В 1999 година старата училищна сграда заедно с прилежащите помощни сгради - силози, складове и прочее, са обявени за паметник на културата като архитектурна забележителност.